# NGC 7787
NGC 7787 is een spiraalvormig sterrenstelsel in het sterrenbeeld Vissen. Het hemelobject werd op 23 oktober 1864 ontdekt door de Duitse astronoom Albert Marth.

## Synoniemen
- UGC 12849
- MCG 0-1-5
- ZWG 382.3
- IRAS 23535+0016
- PGC 72930